# Patinatge de velocitat als Jocs Olímpics d'hivern de 1952 - 1.500 metres masculins
Als Jocs Olímpics d'Hivern de 1952 celebrats a la ciutat d'Oslo (Noruega) es disputà una prova de patinatge de velocitat sobre gel sobre una distància de 1.500 metres. La competició se celebrà el dia 18 de febrer de 1952 a l'Estadi Olímpic d'Oslo.

## Comitès participants
Participaren 39 patinadors de velocitat de 13 comitès nacionals diferents.
| - Austràlia (1) - Àustria (3) - Bèlgica (2) - Canadà (2) - Estats Units (4) - Finlàndia (4) - Hongria (2) |  | - Itàlia (2) - Japó (4) - Noruega (4) - Països Baixos (4) - Regne Unit (3) - Suècia (4) |

## Resum de medalles
| Or               | Argent            | Bronze    |
| Hjalmar Andersen | Wim van der Voort | Roald Aas |

## Rècords
Rècords establerts anteriorment als Jocs Olímpics d'hivern de 1952.
| Rècord del món | 2:12.9 | Valentin Chaikin | Medeo (URSS)       | 20 de gener de 1952 |
| Rècord olímpic | 2:17.6 | Sverre Farstad   | Sankt Moritz (SUI) | 2 de febrer de 1948 |

## Resultats
L'actual recòrdman Valentin Chaikin no competí, ja que la Unió Soviètica no participà en uns Jocs Olímpics d'Hivern fins al 1956.
| Posició | Patinador            | Temps  |
| ------- | -------------------- | ------ |
| 1       | Hjalmar Andersen     | 2:20.4 |
| 2       | Wim van der Voort    | 2:20.6 |
| 3       | Roald Aas            | 2:21.6 |
| 4       | Carl-Erik Asplund    | 2:22.6 |
| 5       | Kees Broekman        | 2:22.8 |
| 6       | Lassi Parkkinen      | 2:23.0 |
| 7       | Kauko Salomaa        | 2:23.3 |
| 8       | Sigvard Ericsson     | 2:23.4 |
| 8       | Ivar Martinsen       | 2:23.4 |
| 10      | Ferenc Lőrincz       | 2:23.7 |
| 11      | Tsuneo Sato          | 2:23.9 |
| 12      | Gerard Maarse        | 2:24.3 |
| 12      | Johnny Werket        | 2:24.3 |
| 14      | Norman Holwell       | 2:24.5 |
| 15      | Nic Stene            | 2:24.8 |
| 16      | Craig MacKay         | 2:25.0 |
| 17      | Ken Henry            | 2:25.0 |
| 18      | Pat McNamara         | 2:25.5 |
| 19      | Gunnar Ström         | 2:25.8 |
| 20      | Franz Offenberger    | 2:25.9 |
| 21      | József Merényi       | 2:26.1 |
| 22      | Arthur Mannsbarth    | 2:26.6 |
| 23      | Masanori Aoki        | 2:26.9 |
| 24      | Kalevi Laitinen      | 2:27.1 |
| 25      | Toivo Salonen        | 2:27.4 |
| 26      | Cockie van der Elst  | 2:27.6 |
| 26      | John Wickström       | 2:27.6 |
| 28      | Don McDermott        | 2:28.8 |
| 29      | Ralf Olin            | 2:29.3 |
| 30      | Colin Hickey         | 2:30.4 |
| 31      | Enrico Musolino      | 2:30.7 |
| 32      | Guido Citterio       | 2:30.8 |
| 33      | Sukenobu Kudo        | 2:31.6 |
| 34      | Kiyotaka Takabayashi | 2:32.0 |
| 35      | Bill Jones           | 2:32.2 |
| 36      | Konrad Pecher        | 2:34.8 |
| 37      | Robert Laboubée      | 2:36.4 |
| 38      | John Hearn           | 2:40.1 |
| 39      | Jean Massez          | 2:43.8 |